# Challenge Antoine Béguère

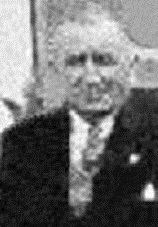
Fotografia d'Antoine Béguère, del qual pren el nom la competició.

La Challenge Antoine Béguère és un torneig de rugbi a XV organitzat pel club del FC Lourdes. En els seus orígens s'hi convidaven equips de Primera Divisió. Aquesta competició fou creada el 1962, dos anys després de la mort d'Antoine Béguère, empresari, alcalde de la ciutat i president del club lordenc durant els anys daurats de la postguerra. Actualment, són clubs de Fédérale els que són convidats i que envien de vegades els seus equips B. El 2006, la fase final s'ha disputat a Lorda (semifinals, final) en partits disputats en dues parts de vint minuts.

## Palmarès
- 1962: FC Lourdes venç AS Béziers per 35 - 8
- 1963: FC Lourdes venç FC Cahors per 5 - 3
- 1964: AS Béziers venç Stade Montois per 6 - 3
- 1965: Tarbes Pyrénées venç Section Paloise per 6 - 3
- 1966: RC Narbonne venç FC Lourdes per 3 - 0
- 1967: FC Lourdes venç  Unió Esportiva Arlequins de Perpinyà 8 - 0
- 1968: Stade Toulousain venç Tarbes Pyrénées 20 - 11
- 1969: Stade Toulousain venç FC Lourdes
- 1970: Section Paloise venç Stade Toulousain 17-13
- 1971: US Montauban venç Section Paloise 28-5
- 1972: Stade Toulousain venç US Montauban 13-3
- 1973: CA Brive venç Stade Toulousain per 6 - 4
- 1974: FC Lourdes venç Castres Olympique per 15 - 12
- 1975: Stade Toulousain venç FC Auch per 12 - 11
- 1976: FC Lourdes venç SC Graulhet per 12 - 3
- 1977: FC Lourdes venç US Montauban per 33 - 24
- 1978: Tarbes Pyrénées venç RC Toulon per 25 - 0
- 1979: RC Narbonne venç Biarritz olympique
- 1980: RC Narbonne venç RC Toulon
- 1981: ?
- 1982: ?
- 1983: ?
- 1984: Stade Toulousain venç ?
- 1985: ?
- 1986: ?
- 1987: ?
- 1988:  USAP venç FC Lourdes
- 1990: ?
- 1990: ? venç FC Lourdes
- 1991: Biarritz olympique venç ?
- 1992:
- 1993:
- 1994: Tarbes Pyrénées venç FC Lourdes per 12 - 9
- 1995:
- 1996:
- 1997: Rugby Club Louey Marquisat
- 1998:
- 1999:
- 2000:
- 2001:
- 2002:
- 2003:
- 2004:
- 2005:
- 2006: